# Microsoft HoloLens

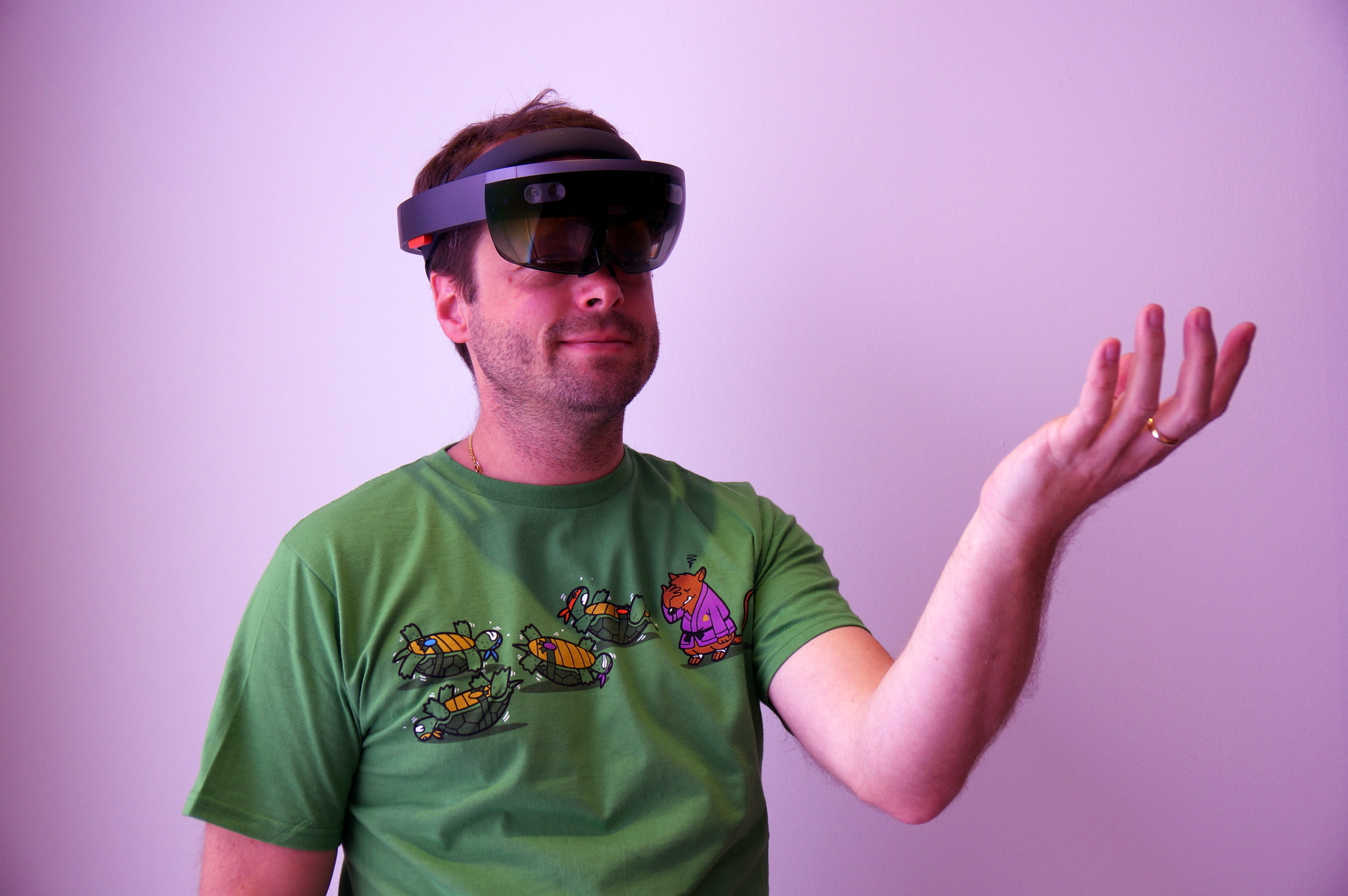
Microsoft HoloLens använder sig av förstärkt verklighet.

Microsoft HoloLens, känd under utvecklingen som Project Baraboo, är ett par förstärkt verklighet-head-mounted-smarta glasögon utvecklad och tillverkad av Microsoft. HoloLens fick stor uppmärksamhet för att vara ett av de första smarta glasögon som kör Windows Holographic-plattformen för Windows 10-operativsystem.
HoloLens kan spåra sin härstamning till Kinect, ett tillägg till Microsofts Xbox-spelkonsol som introducerades 2010.